# Стобниця (Лодзинське воєводство)
Стобниця (пол. Stobnica) — село в Польщі, у гміні Ренчно Пйотрковського повіту Лодзинського воєводства.
Населення — 423 особи (2011).
У 1975-1998 роках село належало до Пйотрковського воєводства.

## Демографія
Демографічна структура станом на 31 березня 2011 року:
|          | Загалом | Допрацездатний вік | Працездатний вік | Постпрацездатний вік |
| -------- | ------- | ------------------ | ---------------- | -------------------- |
| Чоловіки | 218     | 51                 | 144              | 23                   |
| Жінки    | 205     | 45                 | 115              | 45                   |
| Разом    | 423     | 96                 | 259              | 68                   |